# Krug (efternavn)
 For alternative betydninger, se Krug. (Se også artikler, som begynder med Krug)
Krug eller Kruger er et efternavn. Formen Krug er ofte anvendt i tysktalende områder, og Kruger (afledt af Krüger) er ofte anvendt i Sydafrika.
Det er et efternavn afledt af et erhverv som kok.
Kendte personer med dette efternavn omfatter:
- Diane Kruger (født 1976), tysk filmskuespiller og tidligere model
- Hellmut Krug (født 1956), fodbolddommere fra Tyskland